# Tierra Blanca (Tabasco)
Tierra Blanca es una ranchería del municipio de Balancán ubicado en la subregión de los Ríos del estado mexicano de Tabasco.

## Geografía
La localidad se ubica a 19.3 kilómetros (en dirección noroeste) de la localidad de Balancán de Domínguez, la cabecera y lugar más poblado del municipio. Se sitúa en las coordenadas geográficas 17°43′09″N 91°41′41″O / 17.719167, -91.694722, a una elevación de 13 metros sobre el nivel del mar.

## Demografía
Según el Conteo de Población y Vivienda 2020, efectuado por el Instituto Nacional de Estadística y Geografía, la localidad de Tierra Blanca tiene 45 habitantes, de los cuales 25 son del sexo masculino y 20 del sexo femenino. Su tasa de fecundidad es de 3.44 hijos por mujer y tiene 14 viviendas particulares habitadas.
| Gráfica de evolución demográfica de Tierra Blanca entre 1910 y 2020 |
|                                                                     |
| INEGI.                                                              |